# カフカ (お笑い芸人)
カフカ（かふか）は、日本のお笑いユニットである。関西を拠点に、2016年活動開始。2018年のメンバー脱退、2019年の「カフカと知恵の輪」への体制変更を経て、2020年以降は活動していない。Office Peer Gyntに所属していた。

## 概要
2016年5月に、京都大学の大学院生であった小保内と、関西大学の学生であった今井池田橋本赤坂夏目五十嵐（現・今井調味料）によるお笑いコンビとして結成。小さい頃からのお笑い好きだった小保内が、自分の友人のうち面白いと思う人に声をかけていき、4人目だった今井とコンビ結成。
コンビ名の由来は小説家のフランツ・カフカ。コント・漫才・声劇・音楽などから構成される単独ライブを軸に活動する。狂気的・ホラータッチなネタが多く、客席から悲鳴が上がることも多いのが特徴。また、時事ネタを軸にした漫才や、キャラクターを押し出したコント、音ネタや歌ネタなどのリズムネタも行う。ボケとツッコミは特に固定されていない。
元メンバーの今井が代表を務める個人事務所Office Peer Gyntに所属している。2018年8月に今井が脱退し、小保内ひとりのユニットとなる。2019年からは、京都大学落語研究会所属の知恵の輪かごめとともに、男女コンビ「カフカと知恵の輪」を結成して活動。
2019年9月12日に「カフカと知恵の輪」解散を発表。現在、小保内はピン芸人「九月」として活動中。

## メンバー
小保内（おぼない、本名：小保内太紀（おぼない たいき）、1992年9月21日 - ）
- ネタ作り担当[1][2]。
- 青森県八戸市出身。東京都在住。青森県立八戸高等学校、京都大学教育学部卒業、同大学院教育学研究科卒業。
- 大学院に在籍時は社会学研究者としても活動しており、専門に関わる論文や講演記録などが存在する[6][7]。
- 2020年以降はピン芸人「九月」として活動。

## 元メンバー
今井池田橋本赤坂夏目五十嵐（いまいいけだはしもとあかさかなつめいがらし、本名：今井直人（いまいなおと）、1994年2月19日 - ）
- 兵庫県出身・在住。兵庫県立舞子高等学校、関西大学社会安全学部卒業。Office Peer Gynt代表[1]。
- 2018年8月に脱退。その後は今井調味料に改名し、ピン芸人として活動。

## 単独ライブ
- 2016年5月14日 - 『青いカフカ 五感が死んでる』（神戸北野ハッピーローラ）
- 2016年7月2日 - 『白いカフカ 軽率24時』（神戸北野ハッピーローラ）
- 2016年8月22日 - 『赤いカフカ 蘇る五感』（ライブシアターなんば白鯨）
- 2016年10月30日 - 『黒いカフカ 武器だるま作ろう』（ライブシアターなんば紅鶴）
- 2016年12月17日 - 『冬のスクール水着』（京都市下京区青少年活動センター）
- 2017年1月6日 - 『コントライブツアー 藍色の彼女 東京公演』（下北沢シアターミネルヴァ）
- 2017年1月22日 - 『コントライブツアー 藍色の彼女 大阪公演』（ライブシアターなんば紅鶴）
- 2017年3月12日 - 『進化論』（ライブシアターなんば紅鶴）
- 2017年6月3日 - 『死神への寄せ書き』（京都市下京区青少年活動センター）
- 2018年1月28日 - 『精神・自我・漫才』（ライブシアターなんば白鯨）
- 2018年2月25日 - 『夜光虫』（ライブシアターなんば紅鶴）

## 出演
- 指原莉乃&ブラマヨの恋するサイテー男総選挙（AbemaTV） - 小保内のみ
- AbemaPrime（2019年7月12日、AbemaTV）「カフカと知恵の輪」として[9]